# Illes Gilbert i Ellice
|  | «Illes Gibert» redirigeix aquí. Vegeu-ne altres significats a «Kiribati». |

Les illes Gilbert i Ellice eren un protectorat britànic des del 1892, i una colònia des del 1916 fins al 1976. Les illes, que barrejaven població micronèsia i polinèsia, van ser dividides en dues colònies diferents que van adquirir la independència poc després. Les illes Gilbert van passar a ser les illes principals de la República de Kiribati el 1979, i les illes Ellice són Tuvalu des del 1978.
De fet les illes formaven part dels territoris britànics del Pacífic occidental organitzats el 1857, però el protectorat no es va formalitzar fins al 1892 amb el nomenament d'un alt comissionat. L'any 1900 es va incloure l'illa Oceà (avui Banaba).
El 12 de gener de 1916 van passar a ser colònia britànica, establint la capital a l'illa Oceà. De l'arxipèlag de les illes de la Línia es van incorporar a la colònia l'illa Fanning i l'illa Washington, el 1916, i l'illa Christmas amb la protesta dels Estats Units, el 1919.
Les illes de la Unió es van incloure a la colònia l'any 1916, i van passar a l'administració de Nova Zelanda el 1925, encara que en la pràctica no va ser fins després de la guerra, juntament amb el mandat sobre la Samoa Alemanya.
Durant la Segona Guerra Mundial es va produir la batalla de Tarawa entre japonesos i nord-americans. Després de la guerra la capital de la colònia es va establir a Tarawo.

Les illes Fènix es van incorporar el 1937, i la resta d'illes centrals i meridionals de la Línia el 1972.
Les illes Ellice es van separar en una colònia a part el 1976, adquirint la independència el 1978. L'any següent es va formar la República de Kiribati amb les illes Gilbert, Ellice i de la Línia, excepte algunes illes al nord que estan sota domini federal nord-americà.
| Illes                   | Data d'incorporació | Data de separació | Avui                   |
| ----------------------- | ------------------- | ----------------- | ---------------------- |
| illes Gilbert           | 1892                | 1976              | Kiribati               |
| illes Ellice            | 1892                | 1976              | Tuvalu                 |
| illa Oceà (Gilbert)     | 1900                | 1976              | illa Banaba (Kiribati) |
| illes de la Unió        | 1916                | 1925              | Tokelau                |
| illa Fanning (Línia)    | 1916                | 1976              | Tabuaeran (Kiribati)   |
| illa Washington (Línia) | 1916                | 1976              | Teraina (Kiribati)     |
| illa Christmas (Línia)  | 1919                | 1976              | Kiritimati (Kiribati)  |
| illes de la Línia       | 1972                | 1976              | Kiribati               |
| illes Fènix             | 1937                | 1976              | Kiribati               |